# Hälltjärnberget
Hälltjärnberget är ett naturreservat i Vindelns kommun i Västerbottens län.
Området är naturskyddat sedan 2016 och är 49 hektar stort. Reservatet omfattar större delen av berget och ett mindre våtområde med gransumpskog nedanför med en tjärn i väster.